# Cap Ferrat
Pour les articles homonymes, voir Ferrat.
Ne doit pas être confondu avec Cap Ferret.

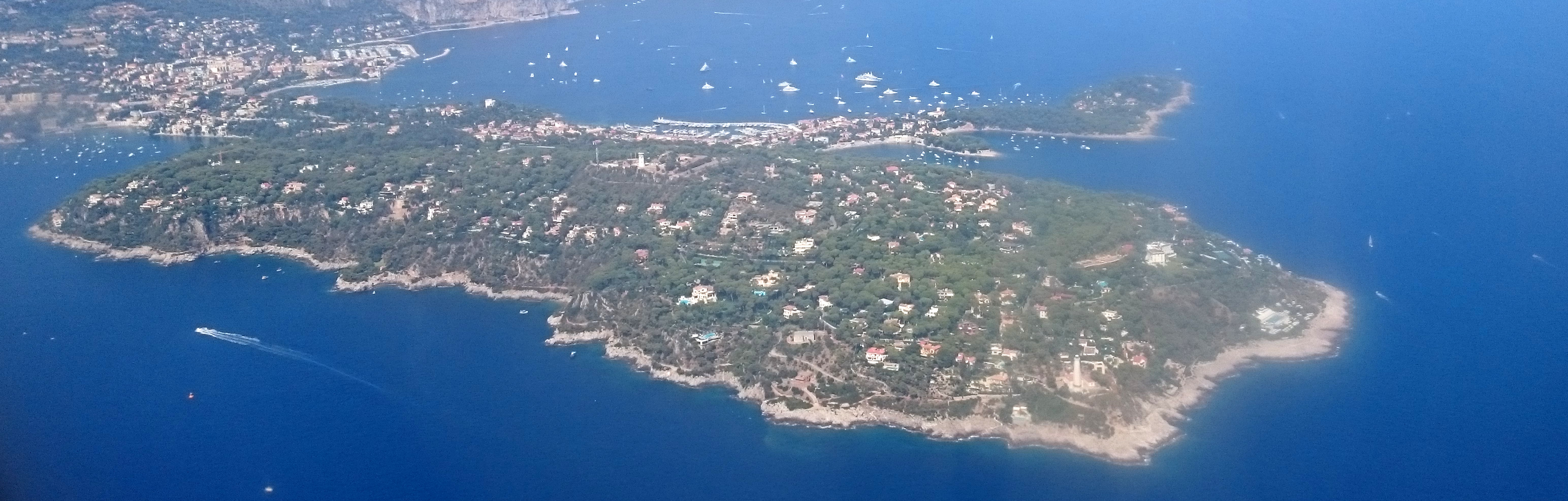
La presqu'île du cap Ferrat vue d'avion.

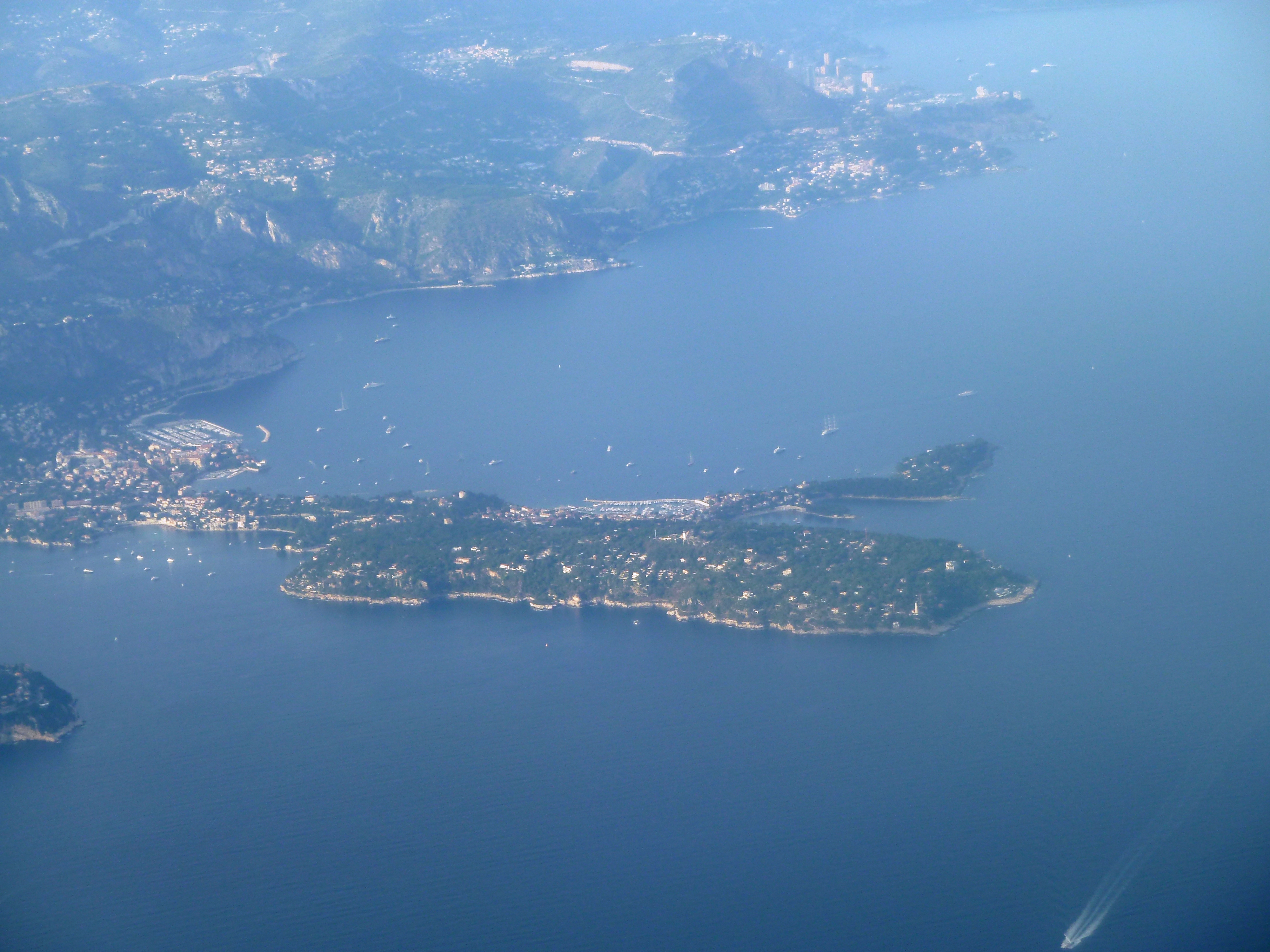
Une autre vue d'avion.

Le cap Ferrat est une presqu’île située sur la Côte d’Azur, dans le département des Alpes-Maritimes. Il sépare Beaulieu-sur-Mer de Villefranche-sur-Mer. La ville de Saint-Jean-Cap-Ferrat se développe sur sa côte orientale. La rade de Villefranche le borde sur sa côte occidentale.

## Description
Le cap Ferrat est souvent appelé la presqu’île des milliardaires pour ses superbes propriétés nichées au cœur de la pinède. Désormais la loi littoral protège le site de tout excès d’urbanisation. De mai à octobre, les anses et criques du cap constituent des spots de mouillage de yachts (baie des Fourmis, plage de la Paloma, anse des Fossettes, plage de Passable).

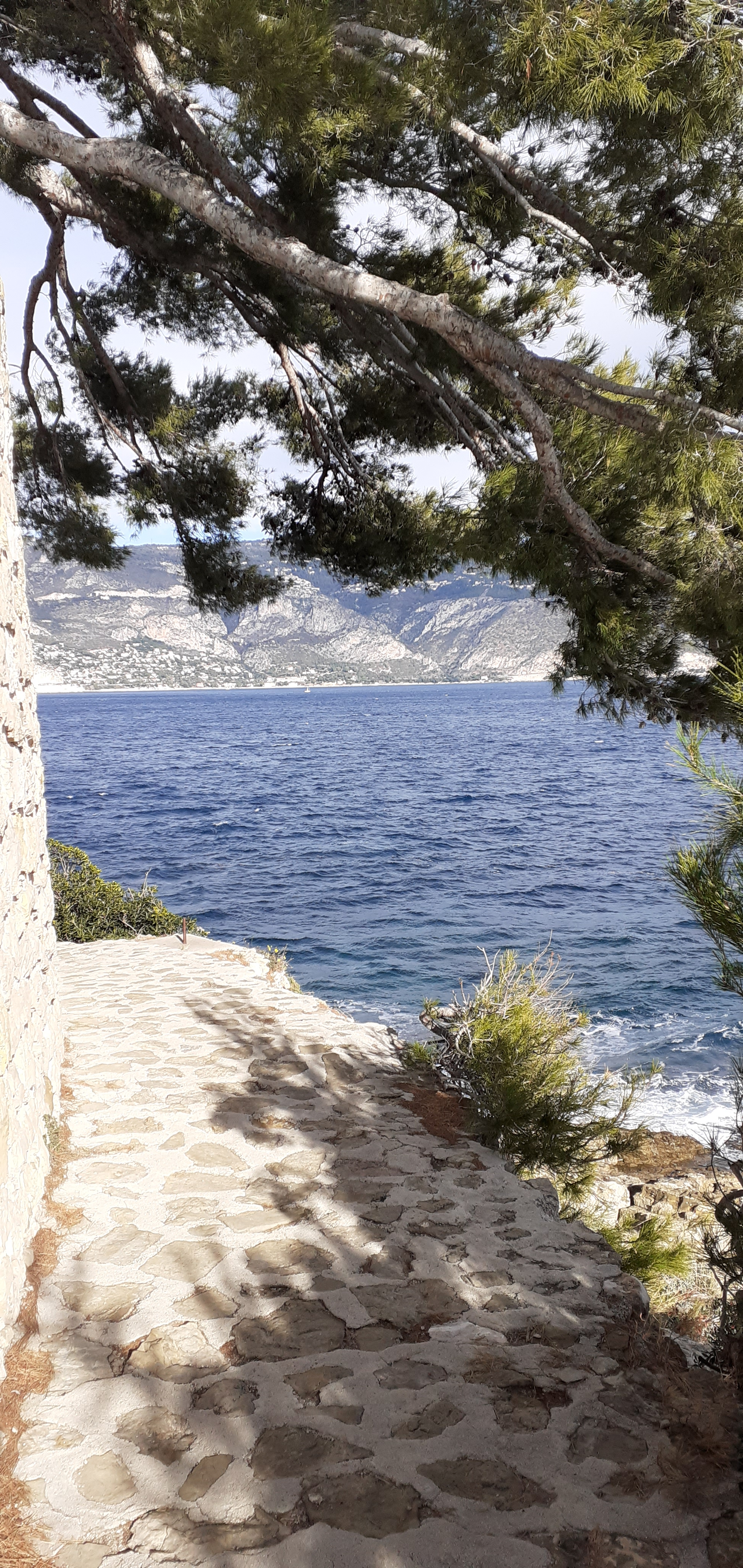
Le sentier du littoral qui contourne la pointe Saint-Hospice à Saint-Jean-Cap-Ferrat.

Un sentier pédestre dit du littoral (ou des douaniers) permet de faire le tour du cap (Cap-Ferrat, pointe Saint-Hospice) depuis la plage de Passable sur la rade de Villefranche jusqu’au petit port du village de Saint-Jean-Cap-Ferrat. Le sentier aménagé, d’une longueur de onze kilomètres, est jalonné de criques de calcaire au relief acéré. On y trouve des plages parmi les plus emblématiques de la Côte d'Azur (plage de Passable, de la Paloma, etc). Les anfractuosités de ces rochers abritent une flore typique du bord de la mer Méditerranée comme la criste marine et l’anthyllis barba-jovis.
Le cap possède, en son extrémité méeidionale, un phare érigé sous le régime sarde en 1827. Il fut détruit en 1944, et reconstruit par les Ponts et Chaussées en 1951. En outre, il est également doté d’un sémaphore souhaité par Napoléon III en 1862 ; la Marine nationale l’utilise pour réguler le trafic maritime et pour la prévention des incendies de forêt.

## Autres caps desAlpes-Maritimes
- Cap d'Ail
- Cap d'Antibes
- Cap Martin
- Cap de Nice

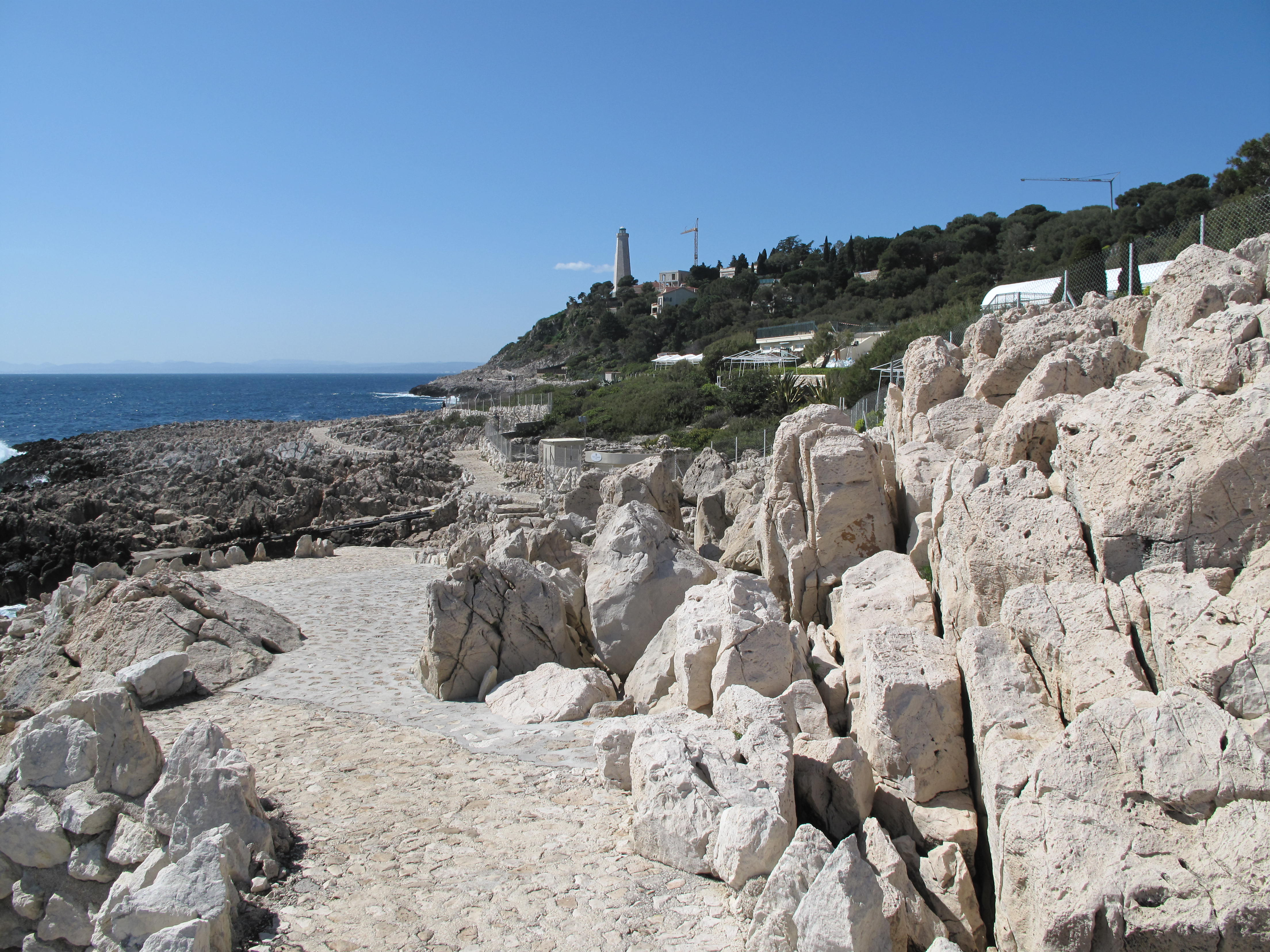
Le sentier du littoral aménagé autour du cap.
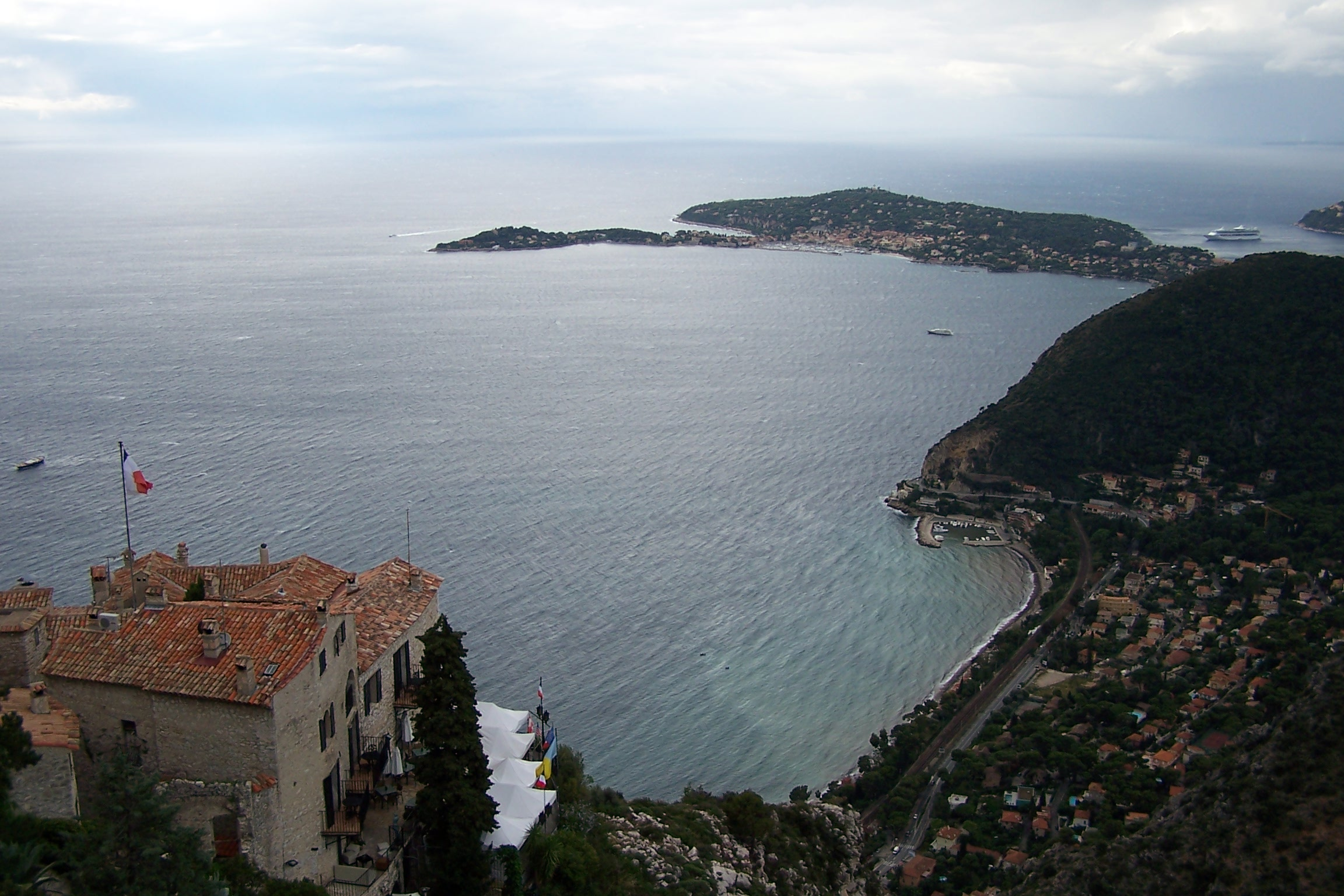
Le cap Ferrat vue depuis Èze-village.